# Paquita Gorroño
Francisca López Cuadrado, más conocida como Paquita Gorroño (Madrid, 5 de noviembre de 1913 - Rabat, 22 de agosto de 2017), fue una empleada de la Casa Real Marroquí, secretaria y militante del Partido Comunista Español. 

## Biografía
Paquita Gorroño nació en Madrid, el 5 de noviembre de 1913, en el seno de una familia acomodada, siendo sus abuelos maternos republicanos y anticlericales, quienes ejercieron sobre ella gran influencia. Las tertulias de la casa familiar de la calle San Bernabé habían sido frecuentada por compositores como Tomás Bretón o escritores como Vicente Blasco Ibáñez
En 1931 fue enviada a París para cursar sus estudios. De vuelta a Madrid, el conocimiento del idioma francés hizo que obtuviera buenas colocaciones como secretaria. La familia fue evacuada de Madrid a Valencia, donde trabajó para subsecretario del Ministerio de Instrucción Pública, Wenceslao Roces. En ese momento se afilió al Partido Comunista de España.  De Valencia pasó a Barcelona. Tras la victoria franquista, en enero de 1939 se exilió en Perpiñán.
Tras el paso por el campo de refugiados de El Bolou, marchó vía Orán junto a su marido a Rabat en el Marruecos francés. Allí trabajó como camarera, niñera y dando clases particulares a familias de la élite marroquí. Más tarde fue secretaria de dirección en el Colegio Imperial. En el ámbito del activismo comunista, durante los 40 participó en la creación de la Federación Sindical General de Trabajadores en Marruecos, promovió la unidad de anarquistas y socialistas españoles, franceses y marroquíes, recogió firmas para el indulto de presos, entre los que estaba Julián Grimau y organizó manifestaciones antifascistas en Rabat, como la del 3 de mayo de 1945, tras la caída de Berlín. 
En 1955 ocupó el trabajo de secretaria e intérprete de Hassan II, manteniendo desde entonces fidelidad a la Casa Real Marroquí, pese a ser una reconocida comunista. Tras la independencia de Marruecos en 1956  participó en los trabajos de unificación de las Fuerzas Armadas Reales.
Fundó en el barrio del Océan de Rabat la Alianza de Mujeres Antifascistas junto a otras españolas exiliadas. Se ganó el apodo de la Pasionaria de Rabat por su vehemente apoyo a los presos españoles del franquismo.
En los años 70 aprendió ruso en Rabat y posteriormente realizó viajes a la U. R. S. S. 
Publicó sus memorias en 2013 en la Casa de España. Falleció en su casa de Rabat el 22 de agosto de 2017 y sus restos fueron enterrados en el cementerio cristiano de Rabat sin ningún rito religioso, pero envuelta en la bandera de la República bajo el lema «¡Salud y República!» como último adiós. 